# 格呂耶爾芝士
格呂耶爾芝士（法語：le gruyère，法語發音：[ɡʁɥijɛʁ] ⓘ）是源自瑞士弗里堡州小镇格呂耶爾（Gruyères）的一種芝士。

## 概述
格呂耶爾芝士外殼塗有油，相當大塊，芝士肉質地堅硬，口感細滑，呈黃色，上面有很多小洞眼，聞起來有蜂蜜和堅果的味道。

## 製作
在製作過程中，格呂耶爾芝士需以鹽水保持濕度，加速成熟的過程。

## 參考文獻

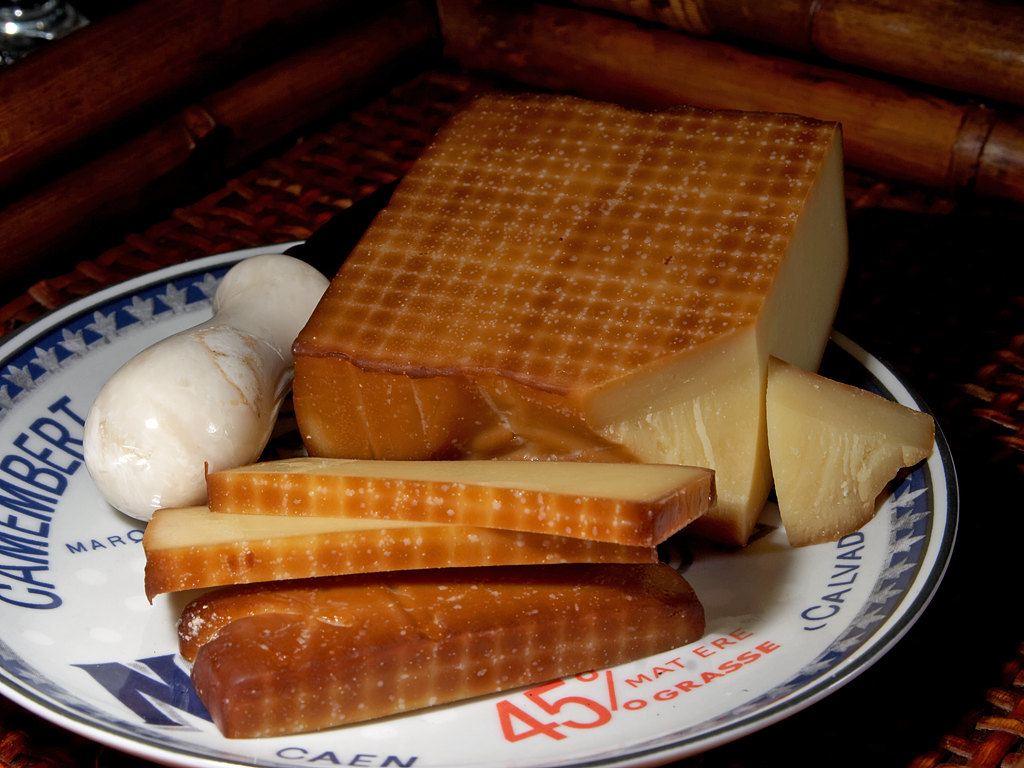
煙燻格呂耶爾乳酪